# Pristimantis myops
Pristimantis myops es una especie de anfibio anuro de la familia Craugastoridae.

## Distribución
Esta especie es endémica de la vertiente occidental de la Cordillera Occidental en Colombia. Habita en los departamentos de Chocó, Antioquia y Valle del Cauca entre los 2100 y 2250 m sobre el nivel del mar.

## Descripción
Los machos miden de 10.9 a 13.6 mm y las hembras de 14.6 a 17.2 mm.

## Publicación original
- Lynch, 1998 : New species of Eleutherodactylus from the Cordillera Occidental of western Colombia with a synopsis of the distributions of species in western Colombia. Revista de la Academia Colombiana de Ciencias Exactas Físicas y Naturales, vol. 22, n.º 82, p. 117-148[5]